# Stylidium sejunctum
Stylidium sejunctum este o specie de plante dicotiledonate din genul Stylidium, familia Stylidiaceae, ordinul Asterales, descrisă de A. Lowrie, D. J. Coates și Amp; K.F. Kenneally. Conform Catalogue of Life specia Stylidium sejunctum nu are subspecii cunoscute.